# Live 2012
Live 2012 és el nom de tota la documentació oficial recopilada per la banda anglesa Coldplay per la seva gira mundial Mylo Xyloto Tour. El projecte consisteix en una pel·lícula sobre els concerts realitzats durant la gira de promoció de l'àlbum Mylo Xyloto, l'àlbum del directe i un e-book de 183 pàgines que descriu la gira. Tant la pel·lícula com l'àlbum foren enregistrats durant diversos concerts de la gira, que va començar a l'octubre de 2011 i va finalitzar el setembre de 2012. L'única projecció de la pel·lícula es va realitzar la nit del 13 de novembre de 2012 en determinats cinemes d'arreu del món mentre que el DVD i el Blu-ray de la pel·lícula i el disc es van publicar l'endemà mateix.

## Informació
El primer anunci sobre la pel·lícula el va fer Phil Harvey a l'abril de 2012 sota el títol de ColdplayFilm, però l'anunci oficial es va realitzar el 25 de setembre de 2012. El mateix dia van aparèixer dos llocs web promocionals, un pel llançament de la pel·lícula als cinemes i l'altre anunciant el projecte en general. També es va anunciar el llançament d'un e-book documentant la gira. El llançament es va produir mitjançant l'estrena exclusiva a una sola nit en cinemes de 57 països d'arreu del món el 13 de novembre de 2012.
Live 2012 va ser aclamat per la crítica i els mitjans en van fer ressenyes molt positives. Destacant la capacitat de la banda per connectar amb els seus seguidors, era difícil ignorar el grup i no reconèixer la seva qualitat després de veure aquest espectacle. A banda de la música, les cançons o l'espectacle, també van lloar altres aspectes tècnics com els efectes visuals, la fotografia o la qualitat del treball artístic del llibret. Finalment van assenyalar que les escenes "entre bastidors" eren molt interessants, tant els descans entre actuacions com les entrevistes amb els membres del grup per revelar les perspectives dels diferents elements de la gira.

## Llista de cançons
Totes les cançons són compostes per Guy Berryman, Jonny Buckland, Will Champion, Chris Martin i Brian Eno excepte les indicades.

### CD / Descàrrega digital
| Núm.          | Títol | Composició                           | Durada |
| ------------- | --- | ------------------------------------ | ------ |
| 1.            | «Mylo Xyloto» (Stade de France 02/09/2012) |                                      | 0:56   |
| 2.            | «Hurts Like Heaven» (Stade de France 02/09/2012) |                                      | 4:16   |
| 3.            | «In My Place» (Stade de France 02/09/2012) | Berryman, Buckland, Champion, Martin | 3:54   |
| 4.            | «Major Minus» (Las Ventas 26/10/2011, Stade de France 02/09/2012) |                                      | 3:39   |
| 5.            | «Yellow» (Stade de France 02/09/2012) | Berryman, Buckland, Champion, Martin | 6:51   |
| 6.            | «God Put a Smile upon Your Face» (Stade de France 02/09/2012) | Berryman, Buckland, Champion, Martin | 5:21   |
| 7.            | «Princess of China» (amb Rihanna, Stade de France 02/09/2012) |                                      | 3:48   |
| 8.            | «Up in Flames» (Stade de France 02/09/2012) |                                      | 3:17   |
| 9.            | «Viva la Vida» (Glastonbury Festival 25/06/2011, Stade de France 02/09/2012) | Berryman, Buckland, Champion, Martin | 4:58   |
| 10.           | «Charlie Brown» (Stade de France 02/09/2012) |                                      | 5:00   |
| 11.           | «Paradise» (Stade de France 02/09/2012) |                                      | 5:32   |
| 12.           | «Us Against the World» (Centre Bell 27/07/2012) |                                      | 3:52   |
| 13.           | «Clocks» (Centre Bell 27/07/2012) | Berryman, Buckland, Champion, Martin | 4:44   |
| 14.           | «Fix You» (Stade de France 02/09/2012) | Berryman, Buckland, Champion, Martin | 5:00   |
| 15.           | «Every Teardrop Is a Waterfall» (amb "M.M.I.X.", Stade de France 02/09/2012, Glastonbury Festival 25/06/2011, Centre Bell 27/07/2012, Hollywood Bowl 04/05/2012, Las Ventas 26/10/2011) |                                      | 5:25   |
| Durada total: | Durada total: | Durada total:                        | 66:33  |

### Film / DVD / Blu-ray
| Núm. | Títol                                                                                               | Durada |
| ---- | --------------------------------------------------------------------------------------------------- | ------ |
| 1.   | «Intro» (inclou elements de "Takk...")                                                              | 0:37   |
| 2.   | «Mylo Xyloto»                                                                                       | 0:43   |
| 3.   | «Hurts Like Heaven»                                                                                 | 4:02   |
| 4.   | «In My Place»                                                                                       | 3:48   |
| 5.   | «Intermission 1» (narrada per Chris Martin, inclou elements de "Don't Let It Break Your Heart")     | 4:08   |
| 6.   | «Major Minus»                                                                                       | 3:30   |
| 7.   | «Yellow»                                                                                            | 4:29   |
| 8.   | «Intermission 2» (narrada per Jonny Buckland, inclou elements de "Charlie Brown")                   | 3:51   |
| 9.   | «Violet Hill» (La Cigale, 31 d'octubre de 2011) (Berryman/Buckland/Champion/Martin)                 | 3:49   |
| 10.  | «God Put a Smile upon Your Face»                                                                    | 4:58   |
| 11.  | «Princess of China» (amb Rihanna)                                                                   | 3:59   |
| 12.  | «Intermission 3» (narrada per Will Champion, inclou elements de "The Escapist" i "Akio")            | 3:02   |
| 13.  | «Up in Flames»                                                                                      | 3:13   |
| 14.  | «Viva la Vida»                                                                                      | 4:01   |
| 15.  | «Intermission 4» (narrada per Guy Berryman, inclou elements de "Up with the Birds")                 | 3:45   |
| 16.  | «Charlie Brown»                                                                                     | 4:45   |
| 17.  | «Paradise»                                                                                          | 4:37   |
| 18.  | «Us Against the World»                                                                              | 3:59   |
| 19.  | «Clocks»                                                                                            | 5:07   |
| 20.  | «Intermission 5» (narrada per Chris Martin, inclou elements de "Mylo Xyloto" i "Hurts Like Heaven") | 3:09   |
| 21.  | «Fix You»                                                                                           | 4:54   |
| 22.  | «Every Teardrop Is a Waterfall» (amb "M.M.I.X.")                                                    | 4:49   |
| 23.  | «Outro and Credits» (inclou "Up with the Birds")                                                    | 5:27   |

| 24. | «The Scientist» (Stade de France 02/09/2012) (Berryman/Buckland/Champion/Martin)            | 5:09 |
| 25. | «Don't Let It Break Your Heart» (amb "A Hopeful Transmission") (Stade de France 02/09/2012) | 4:27 |
| 26. | «Galeria de fotografies»                                                                    | 4:05 |

## Posicions en llista
| Llista (2012) | Posició | Certificació |
| ------------- | ------- | ------------ |
| Alemanya      | 3       |              |
| Austràlia     | 1       | 4x Platí     |
| França        | 5       |              |
| Espanya       | 1       |              |
| Regne Unit    | 1       |              |